# Karagöl (Smirne)
Il Karagöl ("lago nero") è un lago craterico sulla cima dello Yamanlar Dağı nella provincia di Smirne, in Turchia. Il lago è identificato con l'antico lago Saloë nella catena del Sipylos, nelle cui profondità sarebbero scomparse la mitica città di Sipylos e quella che la precedette, Tantalis, la città del mitico criminale Tantalo. Secondo Pausania la città non fu distrutta da un'eruzione vulcanica, come ci si aspetterebbe essendo situata in un lago craterico: invece la montagna franò e dal fondo sgorgò dell'acqua che distrusse la città. Il lago fa oggi parte del parco naturale omonimo.